# Adrián Ramos
Gustavo Adrián Ramos Vázquez  (Santander de Quilichao, 22 januari 1986) is een Colombiaans voetballer die doorgaans centraal in de aanval speelt. Hij verruilde Granada CF in januari 2020 transfervrij voor América de Cali. Ramos debuteerde in 2008 in het Colombiaans voetbalelftal.

## Clubcarrière
Ramos stroomde in 2004 door vanuit de jeugdopleiding van América de Cali naar het eerste elftal. In 2006 en 2007 werd hij verhuurd aan Independiente Santa Fe, waarna hij weer terugkeerde bij de club. In de tweede periode van 2008 won hij de Copa Mustang met América de Cali. In de zomer van 2009 nam het Duitse Hertha BSC hem over van de Colombiaanse club. In zijn eerste seizoen scoorde hij tienmaal in de Bundesliga, maar kon hij niet voorkomen dat de club degradeerde. In zijn laatste seizoen bij Hertha maakte Ramos zestien doelpunten, waarmee hij op de vierde plaats eindigde in de topscorerslijst van de Bundesliga. Op 9 april 2014 maakte Borussia Dortmund de overstap van Ramos naar de club bekend. Het betaalde circa € 9.000.000,- voor hem aan Hertha BSC. Hij moest de opvolger van de Pool Robert Lewandowski worden, die vertrok naar FC Bayern München. Dit pakte niet uit zoals gewenst.
Ramos tekende in juli 2017 bij Chongqing Lifan, maar speelde geen minuut voor de Chinese club. Het verhuurde hem direct een halfjaar aan Granada CF, dat hem daarna definitief inlijfde. Na een degradatie naar de Segunda División speelde hij regelmatig voor de Spaanse club. Dit stopte toen Granada in 2019 weer naar de Primera División promoveerde. Ramos keerde in januari 2020 transfervrij terug naar zijn eerste club América de Cali.

## Clubstatistieken
| Seizoen | Club              | Land               | Competitie          | Competitie | Competitie | Beker | Beker | Internationaal | Internationaal | Totaal | Totaal |
| Seizoen | Club              | Land               | Competitie          | Wed.       | Dlp.       | Wed.  | Dlp.  | Wed.           | Dlp.           | Wed.   | Dlp.   |
| ------- | ----------------- | ------------------ | ------------------- | ---------- | ---------- | ----- | ----- | -------------- | -------------- | ------ | ------ |
| 2008    | América de Cali   | Vlag van Colombia  | Categoría Primera A | 46         | 21         | 0     | 0     | 6              | 2              | 52     | 23     |
| 2009    | América de Cali   | Vlag van Colombia  | Categoría Primera A | 19         | 13         | 0     | 0     | 4              | 0              | 23     | 13     |
| 2009/10 | Hertha BSC        | Vlag van Duitsland | Bundesliga          | 29         | 10         | 1     | 1     | 7              | 0              | 37     | 11     |
| 2010/11 | Hertha BSC        | Vlag van Duitsland | 2. Bundesliga       | 33         | 15         | 2     | 2     | —              | —              | 35     | 17     |
| 2011/12 | Hertha BSC        | Vlag van Duitsland | Bundesliga          | 33         | 6          | 4     | 4     | —              | —              | 37     | 10     |
| 2012/13 | Hertha BSC        | Vlag van Duitsland | Bundesliga          | 32         | 11         | 1     | 0     | —              | —              | 33     | 11     |
| 2013/14 | Hertha BSC        | Vlag van Duitsland | Bundesliga          | 32         | 16         | 2     | 0     | —              | —              | 34     | 16     |
| 2014/15 | Borussia Dortmund | Vlag van Duitsland | Bundesliga          | 18         | 2          | 4     | 1     | 6              | 3              | 28     | 6      |
| 2015/16 | Borussia Dortmund | Vlag van Duitsland | Bundesliga          | 27         | 9          | 3     | 1     | 9              | 0              | 39     | 10     |
| 2016/17 | Borussia Dortmund | Vlag van Duitsland | Bundesliga          | 7          | 2          | 2     | 0     | 1              | 1              | 10     | 3      |
| 2016/17 | → Granada CF      | Vlag van Spanje    | Primera División    | 14         | 4          | 0     | 0     | —              | —              | 14     | 4      |
| 2017    | Chongqing Lifan   | Vlag van China     | China Super League  | 0          | 0          | 0     | 0     | —              | —              | 0      | 0      |
| 2017/18 | → Granada CF      | Vlag van Spanje    | Segunda División A  | 12         | 1          | 1     | 0     | —              | —              | 13     | 1      |
| 2017/18 | Granada CF        | Vlag van Spanje    | Segunda División A  | 14         | 3          | 0     | 0     | —              | —              | 14     | 3      |
| 2018/19 | Granada CF        | Vlag van Spanje    | Segunda División A  | 39         | 6          | 0     | 0     | —              | —              | 39     | 6      |
| 2019/20 | Granada CF        | Vlag van Spanje    | Primera División    | 7          | 0          | 1     | 2     | —              | —              | 8      | 2      |
| 2020    | América de Cali   | Vlag van Colombia  | Categoría Primera A | 5          | 0          | 0     | 0     | 0              | 0              | 5      | 0      |
| Totaal  | Totaal            | Totaal             | Totaal              | 367        | 119        | 23    | 11    | 33             | 6              | 423    | 136    |

## Interlandcarrière
Ramos speelde in 2003 voor Colombia op het wereldkampioenschap voetbal onder 17, waar hij drie doelpunten maakte. Het elftal eindigde dat toernooi als vierde. Op 20 augustus 2008 maakte hij zijn debuut in het nationale A-elftal in een vriendschappelijke wedstrijd tegen Ecuador. Zijn eerste doelpunt maakte hij op 14 oktober 2009 in het WK-kwalificatieduel tegen Paraguay. In mei 2014 werd hij door bondscoach José Pékerman opgenomen in de selectie voor het wereldkampioenschap voetbal in Brazilië. Clubgenoten Mitchell Langerak (Australië), Sokratis Papastathopoulos (Griekenland), Erik Durm, Kevin Großkreutz, Mats Hummels, Roman Weidenfeller en Marco Reus (Duitsland) waren ook actief op het toernooi.

## Erelijst
| Competitie                       |                 |                  |                 |                 |
| Competitie                       | Aantal          | Jaren            |                 |                 |
| América de Cali                  | América de Cali | América de Cali  | América de Cali | América de Cali |
| -------------------------------- | --------------- | ---------------- | --------------- | --------------- |
| Categoría Primera A (Winnaar II) | 1x              | 2008             |                 |                 |
| Hertha BSC                       |                 |                  |                 |                 |
| Kampioen 2. Bundesliga           | 2x              | 2010/11, 2012/13 |                 |                 |
| Borussia Dortmund                |                 |                  |                 |                 |
| Duitse supercup                  | 1x              | 2014             |                 |                 |